# Basket Barcellona
El Basket Barcellona fue un equipo de baloncesto italiano con sede en la ciudad de Barcellona Pozzo di Gotto, Sicilia. Disputaba sus partidos en el PalaAlberti, con capacidad para 3500 espectadores.

## Historia
El equipo se funda en 1976, y hasta los años 90 se mueve en las categorías C1 y C2 del baloncesto transalpino. Pero en 1999 consiguen el ascenso a la Serie A2 y terminan en segunda posición del campeonato, jugando los playoffs de ascenso a la Serie A1, pero cae eliminado. Los propietarios se llevan el equipo a la ciudad de Mesina, pero el equipo resurge en la ciudad, volviendo a partir de la serie C2.
En 2010 se proclaman campeones de su grupo en la Serie A Dilettanti, ascendiendo a la Legadue, donde en su primera temporada tras el retorno llegan hasta las semifinales, quedándose a un paso de ascender a la máxima categoría.

## Nombres
- Cestistica Barcellona (1976-2000)
- Progetto Basket Barcellona (2006-2008)
- Igea Barcellona (2008-2010)
- Sigma Barcellona (2010-)

## Posiciones en Liga
- 2009 - (7-A Dil)
- 2010 - (1-A Dil)
- 2011 - (5-Lega2)
- 2012 - (5-Lega2)
- 2013 - (1-Lega2)
- 2014 - (7-LNP Gold)
- 2015 - (12-LNP Gold)
- 2016 - (16-LNP Oeste)
- 2017 - (2-B)
- 2018 - (1-B)

## Palmarés
- Campeón de los Play-Offs Serie A Dilettanti (2010)
- Campeón de la liga regular del Grupo B Serie A Dilettanti (2010)
- Campeón de la liga regular de la Legadue (2013)

## Jugadores destacados
| - Michele Cardinali - Tommaso Fantoni - Luca Garri - Giuliano Maresca - Mindaugas Lukauskis - Michael Hicks - Kieron Achara - Troy Bell - Joe Crispin - Jameson Curry |  | - Michael Dixon - Taurean Green - Mike Green - Alfrie Kelley - Jobey Thomas - Marcus Walker - Jeremy Wise - Alex Young - / Demián Filloy - / Philip Martin |  | - / Jevohn Shepherd - / Andre Collins - / Dwight Hardy - / Melvin Sanders - / Ryan Bucci - / Craig Callahan - / Mike Gizzi |